# Endocytose
Endocytose er cellens måde at optage molekyler eller andre stoffer, som er for store til at krydse cellemembranen.
Ved endocytose omslutter en celle et molekyle og absorberer det. Cellemembranen danner en hulning indadtil (en invagination) hvori stoffet, der skal absorberes, fanges. Hulningen afsnøres derefter fra indersiden af membranen, hvilket skaber en vesikel, som indeholder stoffet. Absorption af faste partikler ved hjælp af endocytose kaldes også fagocytose, mens endocytose af væske (f.eks. vand der indeholder store proteiner), kaldes pinocytose. Endocytose kræver energi og er således en form for aktiv transport.
Endocytose er den modsatte funktion af exocytose, hvor cellen udskiller molekyler og stoffer, som ellers ikke kan gennemtrænge cellemembranen.